# Trastorno digestivo funcional
Los trastornos digestivos funcionales (TDF), o trastornos funcionales digestivos, o trastornos gastrointestinales funcionales (TGIF) son un grupo heterogéneo de síndromes que afectan diversas partes del tubo digestivo que se relacionan con trastornos en la sensibilidad visceral, la motilidad gastrointestinal, la función del sistema inmunitario, la microbiota intestinal, el procesamiento del sistema nervioso central y que no se explican por causas orgánicas conocidas. Se conocen también como trastornos del eje cerebro-intestino. Los TFD pueden presentarse a cualquier edad y los más frecuentes son la dispepsia funcional y el síndrome de intestino irritable.
Sus características principales son la cronicidad o recurrencia de las manifestaciones (dolor abdominal, dispepsia, regurgitación, hinchazón, estreñimiento, diarrea, incontinencia, problemas para tragar o defecar, solos o en cualquier combinación) y la ausencia de trastornos que se puedan pesquisar mediante diversos exámenes de imágenes (endoscopías, ecografías, tomografías, radiografías), bioquímicos, hematológicos o infecciosos que se realicen.
La patogenia de los trastornos digestivos funcionales es multifactorial y se ha relacionado con trastornos en la motilidad gastrointestinal, en la sensibilidad visceral y el eje cerebro-intestino, bioquímicos, secundario a cuadros infecciosos o cambios en la flora intestinal, relacionados con alergias o intolerancia a ciertos alimentos y con factores psicológicos.
La percepción de los pacientes de que su trastorno es secundario a la ingesta de algunos alimentos, motiva la prescripción de dietas de eliminación, lo cual es particularmente frecuente en pacientes con síndrome de intestino irritable. Hasta un 60 % de los pacientes presenta síntomas gastrointestinales entre 15 minutos a 3 horas después de la ingesta de determinados alimentos. Los mecanismos mediante los cuales algunos alimentos puede producir síntomas son variados, como la activación inmunológica (activación de mastocitos, liberación de mediadores inflamatorios) o de mecanorreceptores gastrointestinales (interacción entre alimentos y microbiota, fermentación, producción de gas, distensión).

## Clasificación
Debido a la ausencia de marcadores específicos, los trastornos funcionales son actualmente clasificados y diagnosticados de acuerdo a los llamados criterios de consenso de Roma. Estos criterios permiten a los médicos dar el diagnóstico simplemente basándose en los síntomas digestivos, sin la realización de ninguna prueba ni exploración complementaria, por lo que suponen un abaratamiento de los costes, pero no tienen suficiente precisión para descartar patologías orgánicas subyacentes.
El proceso de revisión de consensos, que incluye reuniones y publicaciones periódicas organizadas por la Fundación Roma desde el año 1997, es el principal referente en la definición y clasificación de los trastornos digestivos funcionales (TDF).
 
La clasificación Roma IV de 2016 agrupaba los TDF de la siguiente forma:
Trastornos esofágicos, Trastornos gastroduodenales, Trastornos intestinales, Trastornos de dolor gastrointestinal mediado centralmente y Trastornos de la vesícula biliar, Trastornos del esfínter de Oddi y Trastornos anorrectales.

### Trastornos del esófago

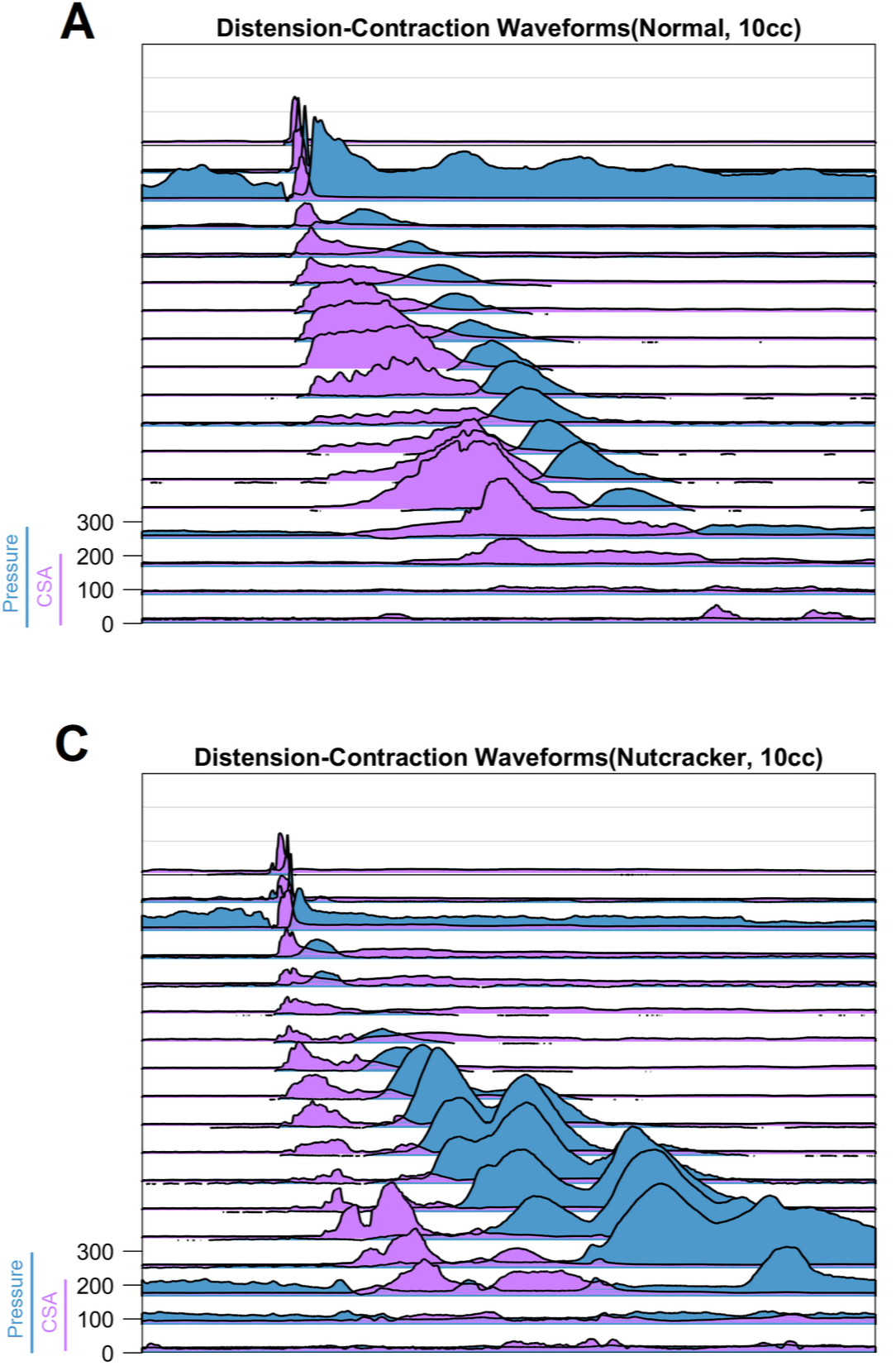
Gráfica de Distensión Contracción en esófago. Ondas de presión amplitudes de contracción más altas (en azul). Ondas de distensión en fucsia.

Los Trastornos digestivos funcionales esofágicos, según la clasificación Roma IV de 2016 eran agrupados dentro de la letra A como:
- A1. Dolor torácico funcional
- A2. Pirosis funcional
- A3. Hipersensibilidad por reflujo
- A4. Globus faringeo
- A5. Disfagia funcional.[15]

B. Trastornos gastroduodenales
- B1. Dispepsia funcional
  - B1a. Síndrome de distres postprandial
  - B1b. Síndrome de dolor epigástrico
- B2. Trastorno de los eructos
  - B2a. Eructos supragástricos excesivos
  - B2b. Eructos gástricos excesivos
- B3. Trastornos de náuseas y vómitos
  - B3a. Síndrome de náuseas y vómitos crónico
  - B3b. Síndrome de vómitos cíclicos
  - B3c. Síndrome de hiperemesis canabinoide
- B4. Síndrome de rumiación

C. Trastornos intestinales
- C1. Síndrome de intestino irritable (SII)[13]
  - SII con predominio de estreñimiento (SII-E)
  - SII con predominio de diarrea (SII-D)
  - SII con hábito intestinal mixto (SII-M)
  - SII sin clasificar (SII-NC)
- C2. Estreñimiento funcional
- C3. Diarrea funcional
- C4. Hinchazón/distensión abdominal funcional
- C5. Trastorno intestinal funcional inespecífico
- C6. Estreñimiento inducido por opioides

D. Trastornos de dolor gastrointestinal mediado centralmente
- D1. Síndrome de dolor abdominal mediado centralmente (SDAMC)
- D2. Síndrome de intestino narcótico / hiperalgesia gastrointestinal inducida por opioides

E. Trastornos de la vesícula biliar y del esfínter de Oddi
- E1. Dolor biliar
  - E1a. Trastorno funcional de la vesícula biliar
  - E1b. Trastorno funcional del esfínter de Oddi
- E2. Trastorno funcional pancreático del esfínter de Oddi

F. Trastornos anorrectales
- F1. Incontinencia fecal
- F2. Dolor anorrectal funcional
  - F2a. Síndrome del elevador del ano
  - F2b. Dolor anorrectal funcional inespecífico
  - F2c. Proctalgia fugax
- F3. Trastornos funcionales de la defecación
  - F3a. Propulsión defecatoria inadecuada
  - F3b. Defecación dissinérgica

G. Trastornos digestivos funcionales de la infancia: neonatos y bebés
- G1. Regurgitación de la infancia
- G2. Síndrome de rumiación
- G3. Síndrome del vómito cíclico
- G4. Cólico del lactante
- G5. Diarrea funcional
- G6. Estreñimiento del lactante
- G7. Estreñimiento funcional

H. Trastornos digestivos funcionales de la infancia: niños y adolescentes
- H1. Trastornos funcionales de náuseas y vómitos
  - H1a. Síndrome de vómitos cíclicos
  - H1b. Náusea funcional y vómitos funcionales
    - H1b1. Náusea funcional
    - H1b2. Vómitos funcionales

  - H1c. Síndrome de rumiación
  - H1d. Aerofagia
- H2. Trastornos de dolor abdominal funcional
  - H2a. Dispepsia funcional
    - H2a1. Síndrome de distres postprandial
    - H2a2. Síndrome de dolor epigástrico

  - H2b. Síndrome del intestino irritable
  - H2c. Migraña abdominal
  - H2d. Dolor abdominal funcional
- H3. Trastornos funcionales de la defecación
  - H3a. Estreñimiento funcional
  - H3b. Incontinencia fecal no retentiva

## Epidemiología
Algunos de los trastornos digestivos funcionales (TDF) son altamente prevalentes, por ejemplo, la dispepsia funcional y el síndrome de intestino irritable afectan aproximadamente el 20 y 10 % de la población general.
La prevalencia de estos trastornos varia significativamente entre diferentes países, por ejemplo el síndrome de intestino irritable tiene una prevalencia de 3 % en Estados Unidos y un 6,1 % en Japón mientras que la dispepsia funcional tiene una prevalencia de 26 % en Estados Unidos y 18,4 % en Hong Kong.
En la población pediátrica del área europea mediterránea, la prevalencia de los TDF alcanza el 23 %.